# Lithobius jeanneli
Lithobius jeanneli är en mångfotingart som beskrevs av Matic 1958. Lithobius jeanneli ingår i släktet Lithobius och familjen stenkrypare.
Artens utbredningsområde är Frankrike. Inga underarter finns listade i Catalogue of Life.